# Grosseto
Grosseto er en italiensk by (og kommune) i regionen Toscana i Italien, med omkring 81.321(2023) indbyggere. 